# Großer Preis von Österreich 2001
Der Große Preis von Österreich 2001 (offiziell XXIIX Großer A1 Preis von Österreich) fand am 13. Mai auf dem A1-Ring in Spielberg statt und war das sechste Rennen der Formel-1-Weltmeisterschaft 2001.

## Berichte

### Hintergrund
Nach dem Großen Preis von Spanien führte Michael Schumacher in der Fahrerwertung mit acht Punkten vor David Coulthard und mit 22 Punkten vor Rubens Barrichello. In der Konstrukteurswertung führte Ferrari mit 18 Punkten vor McLaren-Mercedes und mit 32 Punkten vor Williams-BMW.
Mit Mika Häkkinen (zweimal), Eddie Irvine und Jacques Villeneuve (jeweils einmal) traten drei ehemalige Sieger zu diesem Grand Prix an.

### Training

#### Freitagstraining
Im ersten freien Training fuhr Coulthard die schnellste Runde, gefolgt von seinem Teamkollegen Häkkinen sowie Barrichello.

#### Samstagstraining
Auch im zweiten freien Training war Coulthard der Schnellste. Zweitschnellster war Michael Schumacher vor Barrichello.

### Qualifying
Im Qualifying sicherte sich Michael Schumacher mit einer Rundenzeit von 1:09,562 Minuten die Pole-Position. Zweiter wurde Juan Pablo Montoya, gefolgt von Ralf Schumacher.

### Warm Up
Im Warm Up waren die beiden McLaren-Piloten die Schnellsten. Häkkinen war mit einer Zeit von 1:11,647 Minuten genau 0,118 Sekunden schneller als sein Teamkollege Coulthard. Die drittschnellste Zeit fuhr Heinz-Harald Frentzen im Jordan.

### Rennen
Der Vorstart in die Einführungsrunde verlief bei allen Piloten problemlos. Beim Start ins Rennen blieben allerdings vier Fahrer stehen: Häkkinen, Nick Heidfeld, sowie beide Jordan-Fahrer Jarno Trulli und Frentzen. Um die Start-Ziel-Gerade frei zu machen, schob man die Boliden zunächst in die Boxengasse. Frentzen musste sein Rennen in der Box aufgeben. Trulli, Heidfeld und Häkkinen gelang es, das Rennen wieder aufzunehmen, Häkkinen gab allerdings nach einer Runde mit technischen Problemen auf. Trulli verließ die Box, während die Boxenampel noch auf Rot stand und wurde in Runde 14 disqualifiziert.
An der Spitze des Feldes kam es beim Start zu Positionsveränderungen. Beide Williams-Piloten überholten Michael Schumacher. Aufgrund der liegengebliebenen Fahrzeuge wurde das Safety-Car herausgeschickt. Es führte Montoya vor Ralf Schumacher, Michael Schumacher, Barrichello und Coulthard. Irvine gelang ein guter Start von Position 13, nach einer Runde lag er bereits auf dem sechsten Platz.
Beim Restart nach der dritten Runde gelang es dem Arrows-Pilot Jos Verstappen, die sechste Position von Irvine zu übernehmen. Michael Schumacher übte indes Druck auf seinen vor ihm fahrenden Bruder aus. Verstappen schloss nach seinem Überholmanöver schnell auf Coulthard auf und überholte diesen in Runde vier.
In Runde sechs war Verstappen auch an Barrichello herangefahren und versuchte mehrmals, ihn zu überholen. Währenddessen gelang es den beiden Führenden, sich vom Feld abzusetzen. Der inzwischen auf Position acht fahrende Irvine war unter Druck von den beiden BAR-Piloten Olivier Panis und Villeneuve sowie dem zweiten Arrows-Piloten Enrique Bernoldi. Panis überholte Irvine in der siebten Runde und setzte sich anschließend ab. Auch Enrique Bernoldi überholte Irvine eine Runde später. Als Villeneuve einen Überholversuch startete, drehte er sich und verlor mehrere Positionen.
In Runde zehn fuhr Ralf Schumacher auf Position zwei liegend in die Boxengasse. Über den Boxenfunk gab er an, dass ein Weiterfahren aufgrund von Bremsproblemen für ihn zu unsicher sei.
Währenddessen fuhren die ersten Vier des Rennens dicht beieinander. Coulthard und Kimi Räikkönen dahinter fuhren schneller und waren in der Lage aufzuschließen.
Nach mehreren Überholversuchen von Schumacher gab es in Runde 15 eine Beinahekollision mit Montoya, als Schumacher auf der Außenbahn zum Überholen ansetzte. Beide rutschten neben die Ideallinie und wurden von den Verfolgern überholt. Schumacher fuhr nach diesem Manöver auf Position sechs, Montoya auf sieben.
Während Bernoldi seinen Boliden in Runde 17 an der Box abstellte, fuhr Michael Schumacher die schnellsten Rundenzeiten und schloss schnell auf Panis auf – überholen konnte er ihn allerdings nicht.
In Runde 23 kam Verstappen als Erster der Führenden an die Box. Eine Runde später machte Panis einen Fahrfehler, Schumacher konnte an ihm vorbeifahren und auf Räikkönen aufschließen, welchen er in Runde 27 überholte.
Nach 30 Runden führte Barrichello vor Coulthard, Michael Schumacher, Räikkönen, Panis und Montoya.
In Runde 36 ging Montoya an Panis vorbei. Sechs Runden später wurde sein Williams aber plötzlich langsamer, er gab kurz darauf das Rennen auf. Die drei Erstplatzierten schoben sich zusammen – zwischen Barrichello und Schumacher lagen nur zwei Sekunden.
In Runde 45 kam Schumacher als erster der Spitzengruppe an die Box. Eine Runde später fuhr Barrichello zu seinem einzigen Boxenstopp und kam vor seinem Teamkollegen wieder auf die Strecke zurück. Coulthard fuhr nun schnellere Zeiten als die Ferrari-Piloten, in Runde 48 sogar die schnellste Runde des Rennens und ging drei Runden nach Barrichello an die Box. Der herausgefahrene Vorsprung reichte aus, um die Führung nach seinem Stopp zu behaupten.
Somit führte Coulthard nach den Boxenstopps vor Barrichello, Schumacher, Räikkönen, Panis und Verstappen. Acht Runden vor dem Ziel schied Jenson Button mit einem Motorschaden aus. Eine Runde vor dem Ziel bekam Barrichello vom Ferrari-Teamchef Jean Todt die Anweisung: „Let Michael pass for the championship“ über den Boxenfunk, der Funkspruch wurde live im Fernsehen übertragen. Barrichello leistete der Anweisung Folge und überließ Schumacher den zweiten Platz, indem er auf der Zielgeraden langsam fuhr.
Coulthard gewann das Rennen somit vor Michael Schumacher und Barrichello. Die restlichen Punkte gingen an Räikkönen, Panis und Verstappen.
In der Fahrerwertung konnte Coulthard den Abstand zu Michael Schumacher wieder verkürzen. Barrichello blieb Dritter. In der Konstrukteurswertung blieben die ersten drei Positionen unverändert.

## Meldeliste
| Team                        | Nr. | Fahrer                | Chassis        | Motor                 | Reifen |
| --------------------------- | --- | --------------------- | -------------- | --------------------- | ------ |
| Scuderia Ferrari Marlboro   | 01  | Michael Schumacher    | Ferrari F2001  | Ferrari 3.0 V10       | B      |
| Scuderia Ferrari Marlboro   | 02  | Rubens Barrichello    | Ferrari F2001  | Ferrari 3.0 V10       | B      |
| West McLaren Mercedes       | 03  | Mika Häkkinen         | McLaren MP4-16 | Mercedes-Benz 3.0 V10 | B      |
| West McLaren Mercedes       | 04  | David Coulthard       | McLaren MP4-16 | Mercedes-Benz 3.0 V10 | B      |
| BMW WilliamsF1 Team         | 05  | Ralf Schumacher       | Williams FW23  | BMW 3.0 V10           | M      |
| BMW WilliamsF1 Team         | 06  | Juan Pablo Montoya    | Williams FW23  | BMW 3.0 V10           | M      |
| Mild Seven Benetton Renault | 07  | Giancarlo Fisichella  | Benetton B201  | Renault 3.0 V10       | M      |
| Mild Seven Benetton Renault | 08  | Jenson Button         | Benetton B201  | Renault 3.0 V10       | M      |
| Lucky Strike BAR Honda      | 09  | Olivier Panis         | BAR 003        | Honda 3.0 V10         | B      |
| Lucky Strike BAR Honda      | 10  | Jacques Villeneuve    | BAR 003        | Honda 3.0 V10         | B      |
| B&H Jordan Honda            | 11  | Heinz-Harald Frentzen | Jordan EJ11    | Honda 3.0 V10         | B      |
| B&H Jordan Honda            | 12  | Jarno Trulli          | Jordan EJ11    | Honda 3.0 V10         | B      |
| Orange Arrows Asiatech      | 14  | Jos Verstappen        | Arrows A22     | Asiatech 3.0 V10      | B      |
| Orange Arrows Asiatech      | 15  | Enrique Bernoldi      | Arrows A22     | Asiatech 3.0 V10      | B      |
| Red Bull Sauber Petronas    | 16  | Nick Heidfeld         | Sauber C20     | Petronas 3.0 V10      | B      |
| Red Bull Sauber Petronas    | 17  | Kimi Räikkönen        | Sauber C20     | Petronas 3.0 V10      | B      |
| Jaguar Racing               | 18  | Eddie Irvine          | Jaguar R2      | Ford Cosworth 3.0 V10 | M      |
| Jaguar Racing               | 19  | Pedro de la Rosa      | Jaguar R2      | Ford Cosworth 3.0 V10 | M      |
| European Minardi F1         | 20  | Tarso Marques         | Minardi PS01   | European 3.0 V10      | M      |
| European Minardi F1         | 21  | Fernando Alonso       | Minardi PS01   | European 3.0 V10      | M      |
| Prost Acer                  | 22  | Jean Alesi            | Prost AP04     | Acer 3.0 V10          | M      |
| Prost Acer                  | 23  | Luciano Burti         | Prost AP04     | Acer 3.0 V10          | M      |

## Klassifikationen

### Qualifying
| Pos.                                                                   | Fahrer                | Konstrukteur     | Zeit     | Start |
| ---------------------------------------------------------------------- | --------------------- | ---------------- | -------- | ----- |
| 01                                                                     | Michael Schumacher    | Ferrari          | 1:09,562 | 01    |
| 02                                                                     | Juan Pablo Montoya    | Williams-BMW     | 1:09,686 | 02    |
| 03                                                                     | Ralf Schumacher       | Williams-BMW     | 1:09,769 | 03    |
| 04                                                                     | Rubens Barrichello    | Ferrari          | 1:09,786 | 04    |
| 05                                                                     | Jarno Trulli          | Jordan-Honda     | 1:10,202 | 05    |
| 06                                                                     | Nick Heidfeld         | Sauber-Petronas  | 1:10,211 | 06    |
| 07                                                                     | David Coulthard       | McLaren-Mercedes | 1:10,331 | 07    |
| 08                                                                     | Mika Häkkinen         | McLaren-Mercedes | 1:10,342 | 08    |
| 09                                                                     | Kimi Räikkönen        | Sauber-Petronas  | 1:10,396 | 09    |
| 10                                                                     | Olivier Panis         | BAR-Honda        | 1:10,435 | 10    |
| 11                                                                     | Heinz-Harald Frentzen | Jordan-Honda     | 1:10,923 | 11    |
| 12                                                                     | Jacques Villeneuve    | BAR-Honda        | 1:11,058 | 12    |
| 13                                                                     | Eddie Irvine          | Jaguar-Cosworth  | 1:11,632 | 13    |
| 14                                                                     | Pedro de la Rosa      | Jaguar-Cosworth  | 1:11,752 | 14    |
| 15                                                                     | Enrique Bernoldi      | Arrows-Asiatech  | 1:11,823 | 15    |
| 16                                                                     | Jos Verstappen        | Arrows-Asiatech  | 1:12,187 | 16    |
| 17                                                                     | Luciano Burti         | Prost-Acer       | 1:12,206 | 17    |
| 18                                                                     | Fernando Alonso       | Minardi-European | 1:12,640 | 18    |
| 19                                                                     | Giancarlo Fisichella  | Benetton-Renault | 1:12,644 | 19    |
| 20                                                                     | Jean Alesi            | Prost-Acer       | 1:12,910 | 20    |
| 21                                                                     | Jenson Button         | Benetton-Renault | 1:13,459 | 21    |
| 22                                                                     | Tarso Marques         | Minardi-European | 1:13,585 | 22    |
| 107-Prozent-Zeit: 1:14,432 min (bezogen auf Bestzeit von 1:09,562 min) |                       |                  |          |       |

### Rennen
| Pos. | Fahrer                | Konstrukteur     | Runden | Stopps | Zeit        | Start | Schnellste Runde |
| ---- | --------------------- | ---------------- | ------ | ------ | ----------- | ----- | ---------------- |
| 01   | David Coulthard       | McLaren-Mercedes | 71     | 1      | 1:27:45,927 | 07    | 1:10,843 (48.)   |
| 02   | Michael Schumacher    | Ferrari          | 71     | 1      | + 2,190     | 01    | 1:11,030 (69.)   |
| 03   | Rubens Barrichello    | Ferrari          | 71     | 1      | + 2,527     | 04    | 1:11,009 (68.)   |
| 04   | Kimi Räikkönen        | Sauber-Petronas  | 71     | 1      | + 41,593    | 09    | 1:11,284 (70.)   |
| 05   | Olivier Panis         | BAR-Honda        | 71     | 1      | + 53,775    | 10    | 1:12,204 (39.)   |
| 06   | Jos Verstappen        | Arrows-Asiatech  | 70     | 2      | + 1 Runde   | 16    | 1:12,423 (36.)   |
| 07   | Eddie Irvine          | Jaguar-Cosworth  | 70     | 1      | + 1 Runde   | 13    | 1:12,088 (69.)   |
| 08   | Jacques Villeneuve    | BAR-Honda        | 70     | 2      | + 1 Runde   | 12    | 1:11,718 (70.)   |
| 09   | Nick Heidfeld         | Sauber-Petronas  | 69     | 1      | + 2 Runden  | 06    | 1:11,388 (69.)   |
| 10   | Jean Alesi            | Prost-Acer       | 69     | 1      | + 2 Runden  | 20    | 1:13,130 (41.)   |
| 11   | Luciano Burti         | Prost-Acer       | 69     | 1      | + 2 Runden  | 17    | 1:12,642 (69.)   |
| –    | Jenson Button         | Benetton-Renault | 60     | 1      | DNF         | 21    | 1:13,498 (38.)   |
| –    | Pedro de la Rosa      | Jaguar-Cosworth  | 48     | 1      | DNF         | 14    | 1:13,978 (35.)   |
| –    | Juan Pablo Montoya    | Williams-BMW     | 41     | 0      | DNF         | 02    | 1:11,140 (40.)   |
| –    | Fernando Alonso       | Minardi-European | 38     | 0      | DNF         | 18    | 1:14,423 (36.)   |
| –    | Tarso Marques         | Minardi-European | 25     | 0      | DNF         | 22    | 1:15,212 (25.)   |
| –    | Enrique Bernoldi      | Arrows-Asiatech  | 17     | 0      | DNF         | 15    | 1:13,587 (15.)   |
| –    | Ralf Schumacher       | Williams-BMW     | 10     | 0      | DNF         | 03    | 1:13,888 (07.)   |
| –    | Giancarlo Fisichella  | Benetton-Renault | 3      | 0      | DNF         | 19    | 1:58,438 (02.)   |
| –    | Mika Häkkinen         | McLaren-Mercedes | 1      | 0      | DNF         | 08    | 7:26,036 (01.)   |
| –    | Heinz-Harald Frentzen | Jordan-Honda     | 0      | 0      | DNF         | 11    | –                |
| DSQ  | Jarno Trulli          | Jordan-Honda     | 14     | 0      | –           | 05    | 1:14,082 (12.)   |

Anmerkungen
1. ↑  Trulli verließ die Boxengasse bei Rot und wurde daraufhin von der Rennleitung disqualifiziert.

## WM-Stände nach dem Rennen
Die ersten sechs des Rennens bekamen 10, 6, 4, 3, 2 bzw. 1 Punkt(e).

### Fahrerwertung
| Pos. | Fahrer                | Konstrukteur     | Punkte |
| ---- | --------------------- | ---------------- | ------ |
| 01   | Michael Schumacher    | Ferrari          | 42     |
| 02   | David Coulthard       | McLaren-Mercedes | 38     |
| 03   | Rubens Barrichello    | Ferrari          | 18     |
| 04   | Ralf Schumacher       | Williams-BMW     | 12     |
| 05   | Nick Heidfeld         | Sauber-Petronas  | 8      |
| 06   | Jarno Trulli          | Jordan-Honda     | 7      |
| 07   | Juan Pablo Montoya    | Williams-BMW     | 6      |
| 08   | Heinz-Harald Frentzen | Jordan-Honda     | 6      |
| 09   | Olivier Panis         | BAR-Honda        | 5      |
| 10   | Jacques Villeneuve    | BAR-Honda        | 4      |
| 11   | Kimi Räikkönen        | Sauber-Petronas  | 4      |
| 12   | Mika Häkkinen         | McLaren-Mercedes | 4      |

| Pos. | Fahrer               | Konstrukteur               | Punkte |
| ---- | -------------------- | -------------------------- | ------ |
| 13   | Jos Verstappen       | Arrows-Asiatech            | 1      |
| 14   | Giancarlo Fisichella | Benetton-Renault           | 1      |
| 15   | Eddie Irvine         | Jaguar-Cosworth            | 0      |
| 16   | Jean Alesi           | Prost-Acer                 | 0      |
| 17   | Luciano Burti        | Jaguar-Cosworth/Prost-Acer | 0      |
| 18   | Tarso Marques        | Minardi-European           | 0      |
| 19   | Jenson Button        | Benetton-Renault           | 0      |
| 20   | Enrique Bernoldi     | Arrows-Asiatech            | 0      |
| 21   | Fernando Alonso      | Minardi-European           | 0      |
| 22   | Gastón Mazzacane     | Prost-Acer                 | 0      |
| –    | Pedro de la Rosa     | Jaguar-Cosworth            | 0      |

### Konstrukteurswertung
| Pos. | Konstrukteur     | Punkte |
| ---- | ---------------- | ------ |
| 01   | Ferrari          | 60     |
| 02   | McLaren-Mercedes | 42     |
| 03   | Williams-BMW     | 18     |
| 04   | Jordan-Honda     | 13     |
| 05   | Sauber-Petronas  | 12     |
| 06   | BAR-Honda        | 9      |

| Pos. | Konstrukteur     | Punkte |
| ---- | ---------------- | ------ |
| 07   | Arrows-Asiatech  | 1      |
| 08   | Benetton-Renault | 1      |
| 09   | Jaguar-Cosworth  | 0      |
| 10   | Prost-Acer       | 0      |
| 11   | Minardi-European | 0      |